# قطعنامه ۳۸۸ شورای امنیت
قطعنامه ۳۸۸ شورای امنیت سازمان ملل متحد که در تاریخ ۰۶ آوریل ۱۹۷۶ تصویب شد، سندی بین‌المللی دربارهٔ رودزیای جنوبی است. این قطعنامه طی نشست ۱٬۹۰۷ام با ۱۵ موافق، ۰ مخالف و ۰ ممتنع تصویب شد.